# Istres Ouest Provence Volley-Ball 2010-2011
Questa voce raccoglie le informazioni riguardanti l'Istres Ouest Provence Volley-Ball nelle competizioni ufficiali della stagione 2010-2011.

## Organigramma societario
Area direttiva
- Presidente: Gilbert Louis

Area tecnica
- Allenatore: Frédéric Guérin

## Rosa
| N° | Nome                  | Ruolo | Data di nascita   | Nazionalità sportiva |
| -- | --------------------- | ----- | ----------------- | -------------------- |
| 1  | Brunilde Dupont       | S     | 10 giugno 1992    | Francia              |
| 2  | Candace McNamee       | P     | 13 giugno 1980    | Stati Uniti          |
| 3  | Alesha Deesing        | C     | 10 settembre 1985 | Stati Uniti          |
| 4  | Marie-France Dje Atto | S/O   | 10 aprile 1992    | Francia              |
| 6  | Sherylin Bashorun     | C     | 26 settembre 1993 | Francia              |
| 7  | Leyla Tuifua          | P     | 17 ottobre 1986   | Francia              |
| 8  | Anja Zdovc            | S     | 24 agosto 1987    | Slovenia             |
| 9  | Lenaig Lemoigne       | L     | 28 maggio 1990    | Francia              |
| 10 | Dragana Bartula       | S     | 26 aprile 1988    | Serbia               |
| 12 | Emmanuelle Desaint    | S     | 7 ottobre 1989    | Francia              |
| 13 | Soňa Mikysková        | S     | 2 maggio 1989     | Rep. Ceca            |
| 15 | Sveltana Dukule       | C     | 7 settembre 1986  | Lituania             |
| 16 | Gwladys Daufes        | S     | 16 febbraio 1991  | Francia              |
| 17 | Lydia Oulmou          | C     | 2 febbraio 1986   | Algeria              |